# Lože (gmina Laško)
Lože – wieś w Słowenii, w gminie Laško. W 2018 roku liczyła 100 mieszkańców.